# Báo Amur
Báo Amur (Danh pháp khoa học: Panthera pardus orientalis), còn được gọi là báo Mãn Châu là một động vật ăn thịt hoang dã có nguồn gốc ở khu vực miền núi của rừng Taiga cũng như rừng ôn đới khác tại Triều Tiên, Đông Bắc Trung Quốc và Viễn Đông của Nga. Nó là một trong những loài mèo hiếm nhất trên thế giới với 30-35 cá thể ước tính còn lại trong tự nhiên.
Liên minh Quốc tế về Bảo tồn Thiên nhiên đã được coi báo Amur là loài cực kỳ nguy cấp, có nghĩa là nó được coi là đối mặt với một rất cao nguy cơ tuyệt chủng trong tự nhiên Loài báo này có họ hàng gần với loài báo châu Phi. Chúng có bộ lông dày để chống chọi với mùa đông. Thức ăn của chúng là dê núi, heo rừng và cả những xác của các con tuần lộc đã chết. Mỗi lần sinh sản, chúng chỉ sinh không quá ba con non nhưng chỉ có một con sống sót. Hiện nay loài báo này đang có nguy cơ tuyệt chủng là 90% vì nạn đói và mất môi trường sống. Báo Amur là loài báo có tiếng gầm to nhất trong số các loài báo hoa mai.
Ước tính vào năm 1857 có khoảng 1800 con báo được tìm thấy trong tự nhiên. Nhưng đến năm 2019, số lượng này chỉ còn lại 50 con. Vì vậy chúng ta cần bảo vệ môi trường

## Tên gọi và từ nguyên
Các tên gọi "Báo vùng Amur" hay "Báo Amur" được dùng lần đầu bởi Pocock vào năm 1930 khi ông so sánh các loài báo trong bộ sưu tập của Bảo tàng Lịch sử Tự Nhiên Luân Đôn. Cụ thể, ông gọi một bộ da báo từ vịnh Amur là "Báo Amur". Kể từ năm 1985, cái tên này đã được sử dụng để chỉ phân loài báo ở vùng Đông Siberia và các cá thể được nuôi nhốt khác trên khắp thế giới.
Báo Amur còn được biết đến với các cái tên như "báo Siberia", "báo Viễn Đông", hay "báo Triều Tiên".